# Distance à la frontière technologique
La distance à la frontière technologique peut être définie comme « l'écart entre la borne supérieure des productivités d’un panel d’économies et la productivité d’une économie donnée ».